# Acción declarativa de certeza
La acción declarativa de certeza también conocida como acción declarativa de inconstitucionalidad es el método procesal para solicitar el control de constitucionalidad en caso de configurarse una situación de hecho contraria al orden constitucional.
Así, mediante el procedimiento de control de constitucionalidad se hace efectiva la vigencia de la supremacía constitucional

## Recepción
La acción declarativa de certeza está prevista en la Constitución de la Nación Argentina tras la reforma constitucional de 1994 está prevista en el Art. 43 paralela a la acción de amparo.
De manera pretoriana la Corte Suprema de Justicia de la Nación Argentina la ha receptado en su doctrina 
Posteriormente fue receptada legalmente por el Congreso Nacional en la Ley 25.488  que reforma el Artículo 322 del Código Procesal Civil y Comercial de la Nación.

## Procedencia
A través de su recepción pretoriana la Corte Suprema de Justicia de la Nación Argentina ha prescripto la existencia de ciertos criterios para admitir la procedencia de la acción declarativa de certeza, luego receptadas por la legislación.
El sistema de control de constitucionalidad argentino es difuso, por lo tanto cualquier juez paralelamente al ejercicio de su función puede declarar la inconstitucionalidad de una norma.

### a) Existencia de una relación jurídica
Para que la acción declarativa de inconstitucionalidad sea viable,
deben estar presentes los tres elementos de toda relación jurídica, sujeto,
objeto y causa

### b) Estado de incertidumbre
La finalidad de esta acción es hacer cesar un estado de incertidumbre sobre la existencia, alcance o modalidades de una relación jurídica-

### c) Actualidad de la Lesión
El Artículo 322 del Código Procesal Civil y Comercial Argentino requiere que la lesión sea actual y no pasada, es decir esta acción no tiene efecto reparativo. No confundir sin embargo la acción declarativa de certeza con la acción declarativa de inconstitucionalidad, que en el Derecho Argentino son diferentes. 

### d) Legitimación de las partes
La acción no puede ser invocada por terceros ajenos a la relación jurídica sino que corresponde a los que actualmente se encuentren lesionados.

## Efecto
El efecto de la procedencia de la acción declarativa de certeza es únicamente la declaración de inconstitucionalidad de la norma en cuestión pero no implica la derogación de la misma, en su caso, corresponderá al Poder legislativo hacerlo.
Respecto de los efectos de la declaración, los efectos son siempre inter partes, es decir solo beneficia a las partes involucradas en la relación juridida. Esto no obsta que la Corte haya atribuido efectos erga omnes en caso de que los derechos en juego sean de incidencia colectiva.
1. ↑  «http://www.profesorjimenez.com.ar/cdroms/7jornadasderproceconst21220803/exposiciones/Toricelli.pdf». (enlace roto disponible en Internet Archive; véase el historial, la primera versión y la última).
2. ↑  «http://infoleg.mecon.gov.ar/infolegInternet/anexos/70000-74999/70015/norma.htm». Archivado desde el original el 26 de marzo de 2016.
3. ↑  «http://www.infoleg.gov.ar/infolegInternet/anexos/15000-19999/16547/texact.htm».
4. ↑  «Caso Halabi - CIJ».

- Datos: Q5656257